# Ctenomys roigi
Espèce
Statut de conservation UICN

 CR B1ab(i,ii)+2ab(i,ii) : 
En danger critique
Ctenomys roigi est une espèce de rongeurs de la famille des Ctenomyidae. Comme les autres membres du genre Ctenomys, appelés localement des tuco-tucos, c'est un petit mammifère d'Amérique du Sud bâti pour creuser des terriers. Ce rongeur est endémique d'Argentine, où il est considéré par l'UICN comme étant en danger critique d'extinction.
L'espèce a été décrite pour la première fois en 1988 par le zoologiste argentin Julio Rafael Contreras. Elle a été nommée en hommage au naturaliste argentin Virgilio Germán Roig (es) (né en 1930).